# Chiesa di Santa Maria della Strada (San Lorenzo Maggiore)
Il Santuario di Santa Maria della Strada è un'architettura religiosa sita nel territorio comunale di San Lorenzo Maggiore in provincia di Benevento.
Sino al XIX secolo alla chiesa era annesso un monastero di benedettini. Ora il monastero, recentemente restaurato, è di proprietà del comune.

## Storia

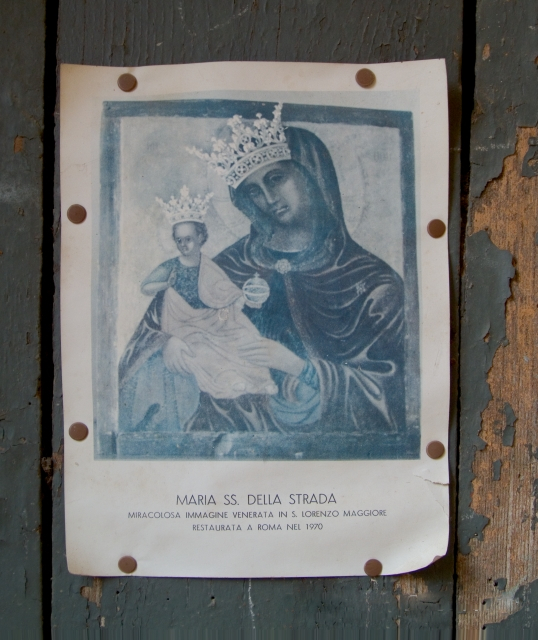
Riproduzione dell'immagine rinvenuta nel sottosuolo, affissa su un portone del centro storico di san Lorenzo Maggiore

La fondazione della chiesa è avvenuta secondo la tradizione popolare a seguito del ritrovamento di una miracolosa icona raffigurante la Madonna col Bambino, ancora oggi oggetto di grandissima devozione.
Secondo lo storico locale Ianacchino tale ritrovamento è avvenuto nell'XI-XII secolo, a tre metri di profondità nel terreno. A sostegno di tale tesi lo Ianacchino produce un documento del 1151 nel quale papa Adriano IV confermava il possedimento di un'abbazia dedicata a Santa Maria de Strada alla chiesa di Benevento. Pertanto lo storico deduce che il ritrovamento avvenne prima del 1151.
Un altro storico locale, il Vigliotti, sconfessa tale tesi adducendo sia che il documento di papa Adriano IV citato dallo Iannacchino si riferiva ad un'omonima chiesa sita nel Contado del Molise, e sia che nessun cenno del luogo sacro si ha sino al XVI secolo. Il Vigliotti inoltre presenta una lettera scritta nel 1653 da mons. Marioni nella quale il vescovo dell'epoca scrisse che un'«immagine miracolosa si scoverse (scoprì), secondo dicono, cento anni addietro».
Alla chiesa era annesso un monastero urbano che originariamente appartenne ai benedettini sino a quando fu ceduto dall'Universitas di San Lorenzo Maggiore agli agostiniani e poi nel 1640 ai padri coloritani, che appartenevano allo stesso ordine degli agostiniani.
Nel 1660 la chiesa risultava ornata da quattro altari laterali più il maggiore.
Nel 1637 durante una visita del vescovo di Telese mons. Pietro Paolo de Rustici al convento, questi chiese le chiavi del tabernacolo ai frati e, vedendosi rispondere che la chiesa non era soggetta alla giurisdizione vescovile, interdì la chiesa e vi fece apporre sulla porta il cedulone dell'interdetto. Poco dopo circa trecento laurentini, sobillati dai frati, si ribellarono all'interdizione della chiesa decretata dal vescovo e, armati di scope, di spade, di coltelli e di pali gridarono fortemente contro mons. de Rustici tanto che questi fu costretto a revocare l'interdizione. Il duca di Medina, viceré di Napoli, invitò mons. de Rustici a non interferire negli affari del convento, ma in risposta il vescovo scrisse che «[...] il Monastero non godeva e né poteva godere l'esenzione, perché non aveva quel numero di frati voluto dalle leggi canoniche e che questi, non più di due, erano riguardati come Cappellani, perché sovvenzionati dall'Università di San Lorenzo».
Nel 1652 la Congregazione per i Vescovi dichiarò soppresso il convento ordinando al vescovo dell'epoca, mons. Pietro Marioni, di eseguire l'inventario dei beni mobili. Il 20 febbraio 1653 il vescovo comunicò agli eletti dell'Universitas di San Lorenzo Maggiore la soppressione del convento invitandoli a redigere l'inventario. Gli eletti ricorsero al Regio Consiglio Collaterale che accettò il ricorso stabilendo che gli eletti non dovevano eseguire le disposizioni della Congregazione. Il vescovo mons. Marioni, in una lettera indirizzata al Regio Consiglio Collaterale, scrisse che il convento non era un convento regolare, «[...] ma una Cappellania esercitata da due Sacerdoti dell'Ordine di S. Agostino [...] stipendiati dall'Università [...] che era spesso asilo, e refugio dei malandrini, et assassini, li quali da esso escono a depredare li viandanti».
Il 22 dicembre 1653 mons. Marioni ordinò agli economi della chiesa di prendere in consegna i beni mobili e due giorni dopo, il 24 dicembre, ordinò ai monaci lo sfratto che puntualmente non fu eseguito. Il vescovo, forte anche della bolla di papa Innocenzo X Instaurandae, interdì la chiesa; ma nonostante ciò un frate, nel giorno di San Marco, vi celebrò incorrendo nella scomunica. Gli eletti dell'Universitas di San Lorenzo ricorsero al vescovo chiedendogli di perdonare il frate e di togliere l'interdizione al luogo sacro; mons. Marioni acconsentì ad entrambe le cose.
Nel 1640 il convento passò ai padri coloritani di Sant'Agostino che nel 1681 erano in numero di dodici.
Il terremoto del 5 giugno 1688 provocò dei danni alla chiesa e al convento. A seguito del sisma mons. Giovanni Battista de Bellis scrisse che il convento era usato per ospitare i frati per castigo.
I padri coloritani non erano più pacifici degli agostiniani tanto che nel 1690 essi lapidarono un certo Lorenzo Paladino, colpevole di aver colto dei fichi da un albero sito nei pressi del convento.
Nell'estate del 1704 monsignor Biagio Gambaro durante una visita pastorale trovò i contadini in lacrime a causa della siccità che stava sterminando il raccolto. Il vescovo fece subito portare in processione l'antica icona della Madonna della Strada, tanto cara ai laurentini, e dopo non molto venne a piovere tra le manifestazioni di giubilo degli astanti.
Con la scomparsa dei coloritani nel 1754 l'Universitas affidò il convento ai frati francescani che lo tennero sino agli inizi del XIX secolo, quando il complesso religioso fu abbandonato e divenne sede di briganti e di vagabondi.
Nel 1824 mons. Longobardi ordinò di utilizzare le pietre dei due edifici per ristrutturare la Collegiata di San Lorenzo.
Tra il 1850 e il 1860, a devozione dell'arciprete Giuseppe Romanelli, la chiesa fu ricostruita nelle forme attuali.
Il 27 luglio 2022 il Vescovo Giuseppe Mazzafaro ha elevato la chiesa di Santa Maria della Strada a Santuario Mariano, dando forma giuridica al titolo popolarmente attribuito all'edificio sacro.

## Descrizione

La cripta della chiesa di Santa Maria della Strada con la fonte miracolosa.

La facciata è a capanna, semplice, avente un piccolo campanile.
A destra di chi guarda la chiesa è sito l’imponente convento del quale si possono ammirare il portale di ingresso in pietra, il chiostro e il pozzo dei monaci.
Sul portale, entro una lunetta semicircolare, durante gli ultimi lavori di restauro è stato aggiunto un pannello maiolicato che raffigura l'antica icona di Santa Maria della Strada, conservata all'interno della chiesa.
Secondo una leggenda secoli addietro la Madonna sarebbe apparsa a una pia donna invitandola a scavare nel luogo dove oggi sorge la chiesa. A una profondità di dodici palmi sarebbe stata rinvenuta una cappellina con un'effigie della Vergine; tolta l'icona da terra sarebbe iniziata a sgorgare dell'acqua ritenuta miracolosa. Questa cappellina narrata nella leggenda costituisce la cripta della chiesa e in essa è presente un orifizio da dove sgorgava una polla d'acqua, prosciugatasi nel XX secolo.
L'icona di Santa Maria della Strada, incoronata il 2 giugno 1906, è in stile bizantino. La figura dipinta è impressa su una tavola costituita da più pezzi di legno ben commessi fra loro. L'icona, dalle misure di cm 60x40, è ornata da lettere in alfabeto greco.

## Tradizioni
Ogni anno nella prima domenica di luglio si tiene la tradizionale sfilata dei "carri di grano" in devozione alla Madonna della Strada.
Le composizioni di grano - alcune anche molto accurate - rappresentano soggetti sacri. Vengono allestiti su rimorchi agricoli trainati da trattori (una volta erano carri trainati da buoi) e sfilano fino a fermarsi, l'uno accanto all'altro, nel piazzale antistante al convento dove ricevono la benedizione impartita dal sacerdote.
La festa della Madonna della Strada è un'occasione di incontro non solo per gli abitanti di San Lorenzo Maggiore ma anche dei comuni limitrofi, quali Paupisi, Casalduni, Guardia Sanframondi, Ponte e Vitulano.